# Chiesa di San Pietro (Curio)
La chiesa parrocchiale di San Pietro è un edificio religioso che si trova a Curio, in Canton Ticino.

## Storia
La costruzione viene citata per la prima volta in documenti storici risalenti al 1352. Nel 1610 viene completamente ricostruita in stile barocco: sul lato orientale dell'edificio vengono inglobati alcuni resti murari della costruzione preesistente.

## Descrizione
La chiesa si presenta con una pianta ad unica navata, affiancata da due cappelle e sormontata da una volta a lunetta.